# Dibolia schillingii
Dibolia schillingii es una especie de insecto coleóptero de la familia Chrysomelidae. Fue descrita científicamente en 1847 por Letzner.